# 2763 Jeans
2763 Jeans este un asteroid din centura principală, descoperit pe 24 iulie 1982, de Edward Bowell.